# كأس قبرص للسيدات 2008
كأس قبرص للسيدات 2008 هو موسم من كأس قبرص للسيدات. شارك فيه  6 فريقاً، وفاز فيه منتخب كندا لكرة القدم للسيدات.